# 자카르타 EE
자카르타 EE(Jakarta EE, 이전 명칭: 자바 플랫폼, 엔터프라이즈 에디션(Java Platform, Enterprise Edition; Java EE)은 자바를 이용한 서버측 개발을 위한 플랫폼이다. 자카르타 EE 플랫폼은 PC에서 동작하는 표준 플랫폼인 Java SE를 확장하여, 웹 애플리케이션 서버에서 동작하는 장애복구 및 분산 멀티티어를 제공하는 자바 소프트웨어의 기능을 추가한 서버를 위한 플랫폼이다. 이전에는 J2EE라 불리었으나 버전 5.0 이후로 Java EE로 개칭되었으며 2017년 프로젝트가 이클립스 재단으로 이관됨에 따라 자카르타EE로 변경되었다.
이러한 자카르타 EE 스펙에 따라 제품으로 구현한 것을 웹 애플리케이션 서버 또는 WAS라 불린다.

## 역사
- 1999년 12월: J2EE 1.2 SDK가 썬 마이크로시스템즈가 최초로 발표하였다.
- J2EE 1.3 스펙부터는 자바 커뮤니티 프로세스(Java Community Process;JCP)가 개발하였다.
- 2001년 6월: J2EE 1.3 SDK의 베타버전이 발표되었다.
- 2002년 11월: J2EE 1.4 SDK의 베타버전이 발표되었다.
- 2006년 5월 11일: Java EE 5 스펙이 발표되었다. (J2EE에서 Java EE로 개칭)
- 2009년 12월: Java EE 6 스펙이 발표되었다.
- 2013년 4월: Java EE 7 스펙이 발표되었다. HTML5, JSON-P 및 웹 소켓에 대한 지원이 추가되었으며, 배치 작업 API가 추가되었다.[1]
- 2017년 9월: Java EE 8 스펙이 발표되었다. HTTP/2에 대한 지원이 추가되었다.[2]
- 2017년 9월: 오라클이 Java EE를 이클립스 재단에 이관하였다.[3]
- 2019년 9월: Java EE 8 스펙과 완벽하게 호환되는 자카르타 EE 8을 발표하였다.[4]
- 2020년 12월: 자카르타 EE 9 스펙이 발표되었다. 패키지 명이 javax.에서 jakarta.로 변경되었다.[5]

## 인증된 웹 애플리케이션 서버
인증된 웹 애플리케이션 서버는 다음과 같다.

### Java EE 6 인증
(2010년 1월 5일 기준)
- 글래스피시 엔터프라이즈 서버 3, 썬 마이크로시스템즈사 제품
- 제우스 7, 티맥스소프트사 제품

### Java EE 5 인증
- 썬 자바 애플리케이션 서버 9.0, 오픈 소스인 글래스피시 기반의 썬 마이크로시스템즈사 제품
- 제우스 6, 티맥스소프트사 제품
- 웹로직 10.0, 오라클에 인수된 BEA사 제품
- 넷위버, SAP사 제품
- 아파치 제르니모 2.0, 오픈 소스
- 웹스피어 애플리케이션 서버 커뮤니티 에디션 2.0, 오픈 소스인 아파치 제르니모 기반의 IBM사 제품
- OC4J 11, 오라클사 제품
- 글래스피시, 오픈 소스

## 같이 보기
- Java SE
- 웹 애플리케이션 서버